# أوتو هوفمان (عسكري)
أوتو هوفمان (بالألمانية: Otto Hofmann)‏ هو عسكري ألماني، ولد في 16 مارس 1896 في إنسبروك في النمسا، وتوفي في 31 ديسمبر 1982 في باد مرغنتهايم في ألمانيا.